# Rafael Requena
Rafael Requena Requena (Caudete, Albacete, 18 de junio de 1932-Madrid, 18 de febrero de 2003) fue un pintor en acuarela español. 

## Biografía
Su vocación de pintor se manifestó a edad muy temprana, pese a no tener antecedentes artísticos en su familia. Desde muy niño, mostró facilidad para el dibujo y por los colores diluidos en agua. 
En 1950, con 18 años, se trasladó a Madrid con el fin de dedicarse a la pintura.
Se matriculó en Bellas Artes en 1954 y cursó estudios superiores en la Real Academia de Bellas Artes de San Fernando.
Una vez terminada la carrera, combinó su labor creativa con la docencia. Ejerció de catedrático de dibujo en el instituto "Emperatriz María de Austria" de Madrid durante más de veinte años y más tarde se trasladó a ejercer al instituto madrileño "Lope de Vega".
En 1964 oposita para catedrático de bachillerato y ese mismo año comienza a ejercer como profesor de dibujo técnico y científico en la Facultad de Ciencias de la Universidad Complutense de Madrid, labor que desempeña hasta 1975.
En esta etapa combina la docencia de la Universidad desempeñando el cargo de profesor de descriptiva en la Facultad de Bellas Artes desde 1967 hasta 1970. En ese momento la figura de Rafael Requena ya es importante a nivel nacional, por lo que en 1980 el Ayuntamiento de Caudete le dedica una placa de calle en el municipio.[cita requerida]
En 1982 coordina las "II Jornadas de Profesores de Bachillerato" organizadas por el Ministerio de Educación y Ciencia. Ese mismo año coordina la "Disección General de Formación del Profesorado" en la Universidad de Oviedo.
En 1983 el ayuntamiento de Caudete le otorga la insignia de oro de la ciudad y es nombrado "Albaceteño Distinguido" por la «Asociación Cultural Albacete en Madrid», de la que será presidente en 1998. En 1984, es elegido vicepresidente de la Asociación Española de Acuarelistas y posteriormente es elegido mejor artista en la especialidad de acuarela en los Premios a las Artes Plásticas por la revista Correo del Arte.[cita requerida]
Su fama siguió aumentando de forma espectacular, por lo que de nuevo el Ayuntamiento de Caudete le galardona con el título de "Hijo Predilecto de la Villa". En 1988, es galardonado con el premio "Tormo de Oro" y tras ello, en 1989, es elegido Presidente de la Asociación Española de Acuarelistas.[cita requerida]
En 1990 Rafael Requena representa a la acuarela española en el X Congreso Internacional sobre Acuarela, celebrado en Rieti (Italia) y posteriormente se le reconoce como "Profesor Asociado a la Facultad de Bellas Artes de la Complutense de Madrid".[cita requerida]
A lo largo de la década de los noventa participa numerosos en coloquios y simposios nacionales e Internacionales de pintura y dirige y coordina ciclos de arte. En 1993 viajó a Washington (EE. UU.), donde participó en una exposición sobre cinco pintores albaceteños con motivo de la "Semana de Albacete" en la capital estadounidense, organizada por la FEDA.[cita requerida] En 1994 se le concede el premio cultural "Albaceteños 94" de la Radio de Albacete.[cita requerida]
En 1991 es elegido como "Manchego del Año" por la Casa de Castilla-La Mancha, y pasa a formar parte del jurado de los "Premios Ejército" de pintura.[cita requerida]
En 1995 lleva a cabo su obra más reconocida, cuadro cuyo tema es la Villa de Caudete y que desde entonces se expone en la Sala de la Villa. Rafael Requena es nombrado Socio de Honor de la Asociación Española de Acuarelistas.
En 1991 fue elegido "Manchego del Año" por la Casa de Castilla-La Mancha.
Rafael Requena falleció el 18 de febrero de 2003 en su casa de Madrid, como consecuencia de un tumor cerebral, y pocos días después sus cenizas fueron enterradas en Caudete. El Ayuntamiento decretó tres días de luto oficial.